# ADGZ
Steyr ADGZ ([ˈštaɪ̯ɐ]; Austro Daimler Geländegängiger Zugwagen) bylo rakouské obrněné kolové vozidlo, které sloužilo v předválečné rakouské armádě a později v řadách Wehrmachtu a Waffen SS.

## Historie
ADGZ byl vyvinut na základě armádní specifikace, požadující těžký obrněný automobil, určený k provozu po zpevněných komunikacích. Prototyp postavila firma Steyr roku 1931. Po továrních a armádních testech bylo vozidlo přijato do výzbroje rakouského Bundesheeru pod označením M35 mittlere Panzerwagen. Sériová výroba probíhala v letech 1935–37, kdy bylo vyrobeno 27 vozidel.
ADGZ byly zařazeny do výzbroje tankového praporu v Bruckneudorfu.

Po anšlusu v roce 1938 byla většina vozidel předisponována k policejní službě, ostatní byly zařazeny do druholiniové služby ve Wehrmachtu a Waffen SS. Většinou se používaly k protipartyzánské a strážní službě na okupovaných územích Sovětského svazu; roku 1942 bylo pro Waffen SS vyrobeno z dostupných dílů dalších 25 vozidel. Některé byly použity k policejní a protipartyzánské službě na Balkáně, kde je používala divize SS Prinz Eugen. Poslední ADGZ byly vyřazeny během roku 1944.
Minimálně jeden ADGZ byl použit při bojích v Gdaňsku 1. září 1939, kde podporoval jednotku SS Heimwehr Danzig při dobývání polského poštovního úřadu.

## Technický popis
ADGZ je těžký čtyřnápravový obrněný automobil s pohonem všech kol. Krajní nápravy jsou řiditelné. Prostřední nápravy jsou osazeny dvojmontážemi. Motor Austro Daimler M612 je umístěn vzadu, vpředu se nachází chladič krytý žaluzií. Převodovka Austro Voith JDL je vybavena třemi stupni vpřed i vzad, dovoluje dosažení stejné rychlosti oběma směry. Stanoviště řidiče je zdvojené (vpředu a vzadu), proto se vozidlo nemusí otáčet.

Na podvozku je osazena nástavba z pancéřových plechů tloušťky 11 mm. Plechy jsou spojené svařováním a nýtováním. V trupu je umístěna čtveřice dveří se sklopnou horní částí. Hlavní výzbroj (kanon a kulomet) je umístěna ve věži. Zbylé dva kulomety se nacházejí vpředu a vzadu, vedle stanovišť řidičů.

Posádku tvoří 6 mužů: 3 ve věži (velitel, nabíječ, střelec z kanónu a kulometu) a 3 v trupu (řidič a 2 střelci z kulometu; zadní střelec v případě potřeby zastoupil zadního řidiče). Při policejní službě bývala posádka omezena na 4 muže.